# Шандыба, Владимир Данилович
Владимир Данилович Шандыба — механик-водитель танка 220-й отдельной танковой бригады 5-й ударной армии 1-го Белорусского фронта, старшина — на момент представления к награждению орденом Славы 1-й степени.

## Биография
Родился 1 октября 1923 года в селе Нижневеселое ныне Великописаревского района Сумской области в семье служащего. Окончил 10 классов.
В Красной Армии и в боях Великой Отечественной войны с сентября 1941 года. Отличился при ликвидации блокады Ленинграда, освобождении Прибалтики, Польши, форсировании Вислы, Одера, штурме Берлина. Член ВКП/КПСС с 1943 года.
Механик-водитель танка 1-го танкового батальона 220-й отдельной танковой бригады старшина Владимир Шандыба 25 января 1944 года в районе станции Войсковицы в составе экипажа разбил несколько вражеских автомашин и три пулеметные точки, уничтожил до десяти солдат. Приказом от 7 марта 1944 года «за образцовое выполнение заданий командования в боях с немецко-фашистскими захватчиками» старшина Шандыба Владимир Данилович награждён орденом Славы 3-й степени.
В том же боевом составе Владимир Шандыба в период боев по освобождению Польши 17-23 января 1945 года вместе с экипажем уничтожил семь вражеских орудий, девять пулеметов и несколько фаустников. Приказом от 15 февраля 1945 года «за образцовое выполнение заданий командования в боях с немецко-фашистскими захватчиками» старшина Шандыба Владимир Данилович награждён орденом Славы 2-й степени.
В середине марта 1945 года в боях на плацдарме северо-западнее города Кюстрин в составе экипажа подавил артиллерийскую батарею и пулемет противника. Указом Президиума Верховного Совета СССР от 15 мая 1946 года «за образцовое выполнение заданий командования в боях с немецко-фашистскими захватчиками» старшина Шандыба Владимир Данилович награждён орденом Славы 1-й степени, став полным кавалером ордена Славы.
В 1945 году В. Д. Шандыба демобилизован. Окончил Одесский финансовый техникум. Жил в городе Ахтырка Сумской области. Работал старшим ревизором Ахтырского городского финансового отдела. Умер 17 октября 2008 года. Похоронен в Ахтырке.

## Награды
Награждён 2 орденами Отечественной войны 1-й степени, 2 орденами Красной Звезды, орденами Славы 1-й, 2-й и 3-й степеней, медалями. Почетный гражданин города Ахтырки.

## Память
В городе Ахтырка, в честь В. Д. Шандыбы, установлены бюст на Аллее Героев и мемориальная доска на доме, в котором он жил.